# Mario Rabaglio
Mario Rabaglio (Romagnano Sesia, 31 maggio 1900 – Borgosesia, 19 giugno 1974) è stato un calciatore italiano, di ruolo difensore.

## Caratteristiche tecniche
Giocava come terzino; benché non fosse molto alto, era abile nel gioco di testa e dotato di grande forza fisica.

## Carriera

### Club
La prima squadra di Rabaglio fu il Derthona, compagine di Tortona dove egli giunse, di ritorno dall'appena conclusa Grande Guerra, il 19 novembre 1918, nel 43º Reggimento di Fanteria. Con il club giocò diversi campionati negli anni Venti, a partire dalla stagione 1921-1922, militando in Seconda e, per due volte, in Prima Divisione, la massima serie di allora (1922-1923 e 1924-1925).
In vista della Divisione Nazionale 1927-1928 passò al Novara, rinforzando la terza linea del club rimasta priva dei difensori Enrico Patti, Renato Clerici e Mario Balossini. Giocò 169 gare per la società azzurra, di cui fu anche capitano, affiancando prevalentemente Libero Checco, con cui formava una solida coppia difensiva, e realizzando la sua unica marcatura il 7 dicembre 1930 in Novara-Verona (3-2).

## Palmarès

### Club

#### Competizioni nazionali
- Seconda Divisione: 1

Derthona: 1923-1924